# Твір мистецтва (фільм)
«Твір мистецтва» — радянський художній чорно-білий короткометражний фільм 1959 року, знятий за однойменною повістю А. П. Чехова.

## Сюжет
Молода людина, син господині магазинчика бронзових виробів, приносить в подарунок лікарю, який врятував йому життя і вилікував, бронзовий канделябр у вигляді відверто оголеної жінки. Збентежений статуеткою, лікар передаровує її своєму адвокату, якому винен за консультацію. Шокований адвокат вирішує піднести канделябр у вигляді презенту на бенефіс відомому акторові. Здивований актор не знає, що робити з компрометуючим подарунком, але перукар підказує здати його в магазин старовинної бронзи.
Радісний син господині магазина, вважаючи, що це пара до першого вже подарованого канделябра, приносить його знову до лікаря…

## У ролях
- Фаїна Шевченко —  господиня магазину Смирнова
- Євген Леонов — син господині магазину, Саша Смирнов
- Сергій Мартінсон —  лікар Іван Миколайович
- Борис Петкер —  адвокат Ухов
- Олексій Грибов —  актор Шашкін
- Еммануїл Геллер —  перукар
- Ірина Мурзаєва —  мати адвоката
- Зоя Ісаєва —  актриса
- Володимир Борискін —  помічник режисера
- Віра Алтайська —  пацієнтка лікаря

## Знімальна група
- Сценарій і постановка — Марк Ковальов
- Оператор —  Віктор Масленников
- Художник —  Леван Шенгелія
- Редактор — Є. Смирнов
- Звукооператор —  Юрій Рабинович
- Композитор —  Олександр Чугаєв
- Директор картини — В. Біязі
- Оркестр управління з виробництва фільмів: диригент —  Вероніка Дударова